# Ліщанці
Ліща́нці  (давніша назва Ліщинці) — село в Україні, у Бучацькій міській громаді Чортківського району Тернопільської області.
Центр колишньої Ліщанецької сільської ради, за 14 км від центру громади й 17 км від найближчої залізничної станції Бучач. Населення 1050 осіб (2003).

## Історія
Згадується 19 лютого 1459 року в книгах галицького суду.
Відоме від 1587 року.
Діяли філії українських товариств «Просвіта», «Сокіл», «Сільський господар», «Відродження», «Рідна школа» та інші, кооператива.
У 1908 році було: членів «Просвіти» — 31, книжок у бібліотеці 70; голова філії — отець Носковський Володислав.
Про минуле Ліщинців зберігся літопис Г. Комарницького (рукопис).
12 червня 2020 року, відповідно до розпорядження Кабінету Міністрів України № 724-р «Про визначення адміністративних центрів та затвердження територій територіальних громад Тернопільської області» увійшло до складу Бучацької міської громади.
19 липня 2020 року, в результаті адміністративно-територіальної реформи та ліквідації Бучацького району, увійшло до складу новоутвореного Чортківського району.
З 11 грудня 2020 р. належить до Бучацької міської громади.

## Політика

### Парламентські вибори, 2019
На позачергових парламентських виборах 2019 року у селі функціонувала окрема виборча дільниця № 610163, розташована у приміщенні клубу.
Результати
- зареєстровано 725 виборців, явка 63,17 %, найбільше голосів віддано за «Слугу народу» — 34,23 %, за Всеукраїнське об'єднання «Батьківщина» — 16,33 %, за Радикальну партію Олега Ляшка — 15,21 %.[7] В одномандатному окрузі найбільше голосів отримав Микола Люшняк (самовисування) — 41,03 %, за Ігоря Сопеля (Слуга народу) — 18,39 %, за Володимира Бліхаря (Всеукраїнське об'єднання «Батьківщина») — 14,13 %[8].

## Самоврядування
Сільська рада, голова — Олійник Світлана Петрівна.

## Соціальна сфера
Діють загальноосвітня школа І-ІІ ступенів, будинок культури, бібліотека, фельдшерсько-акушерський пункт.

## Пам'ятки
- Церква Святої Великомучениці Параскеви П'ятниці (1832, кам'яна).
- Капличка (2000).
- Пам'ятний хрест на честь скасування панщини у 1848 році (відновлений 1992).
- Братська могила[d] односельців, полеглих у німецько-радянській війні (1989).
- Одиночні поховання[d] часів Другої світової війни.

## Відомі люди

### Народилися
- громадський діяч В. Горбатюк.
- Іґнацій Блюм (1913—1994) — польський військовослужбовець, науковець, історик.

### Працювали, перебували
- отець Носковський Володислав — парох села (УГКЦ), голова філії «Просвіти».

### Померли
- Гишко Гаврило Петрович (1912—1948) — бучацький районовий провідник ОУН, загинув біля криївки поблизу села.

## Галерея

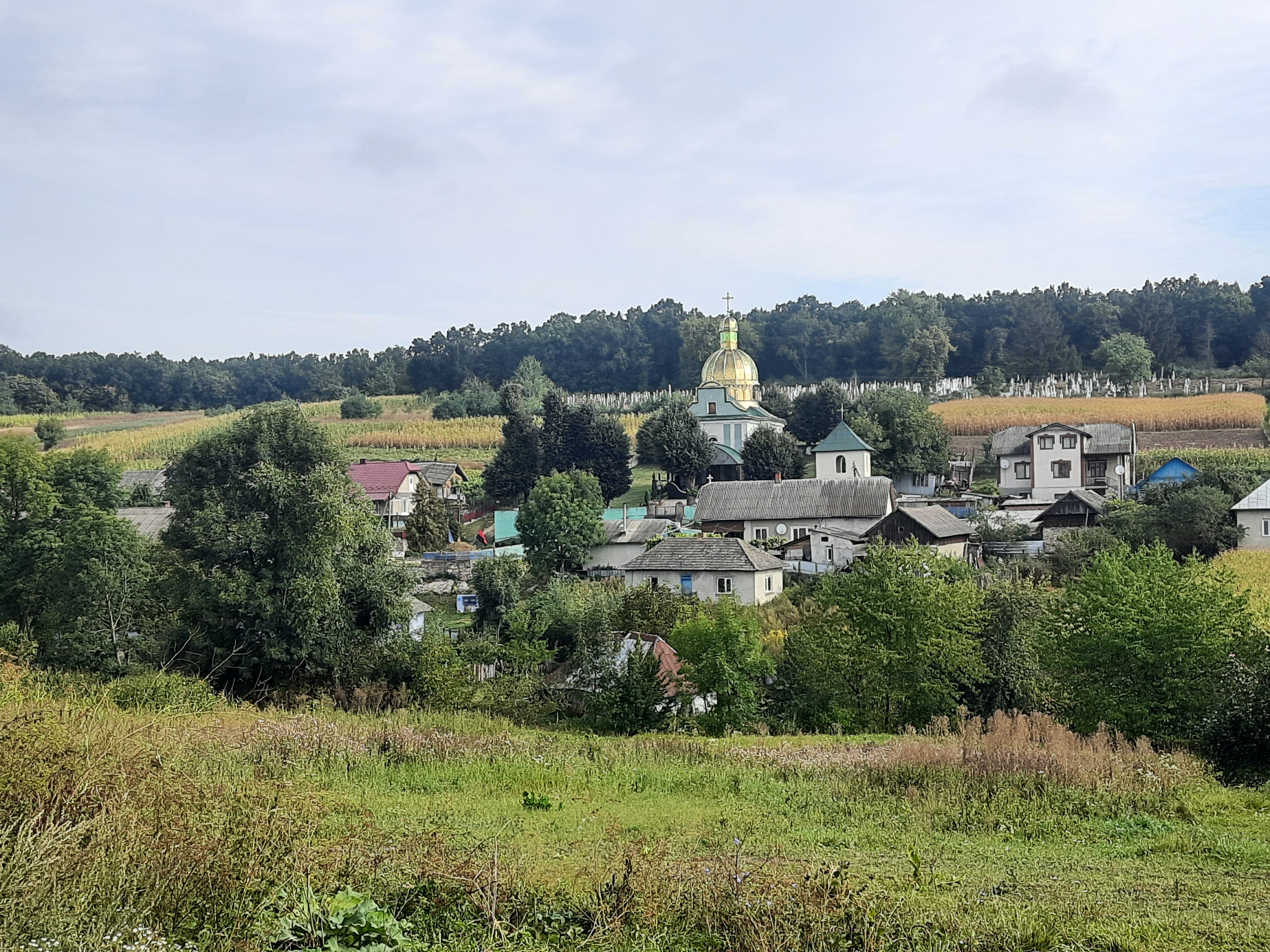
Вигляд на село з пагорба
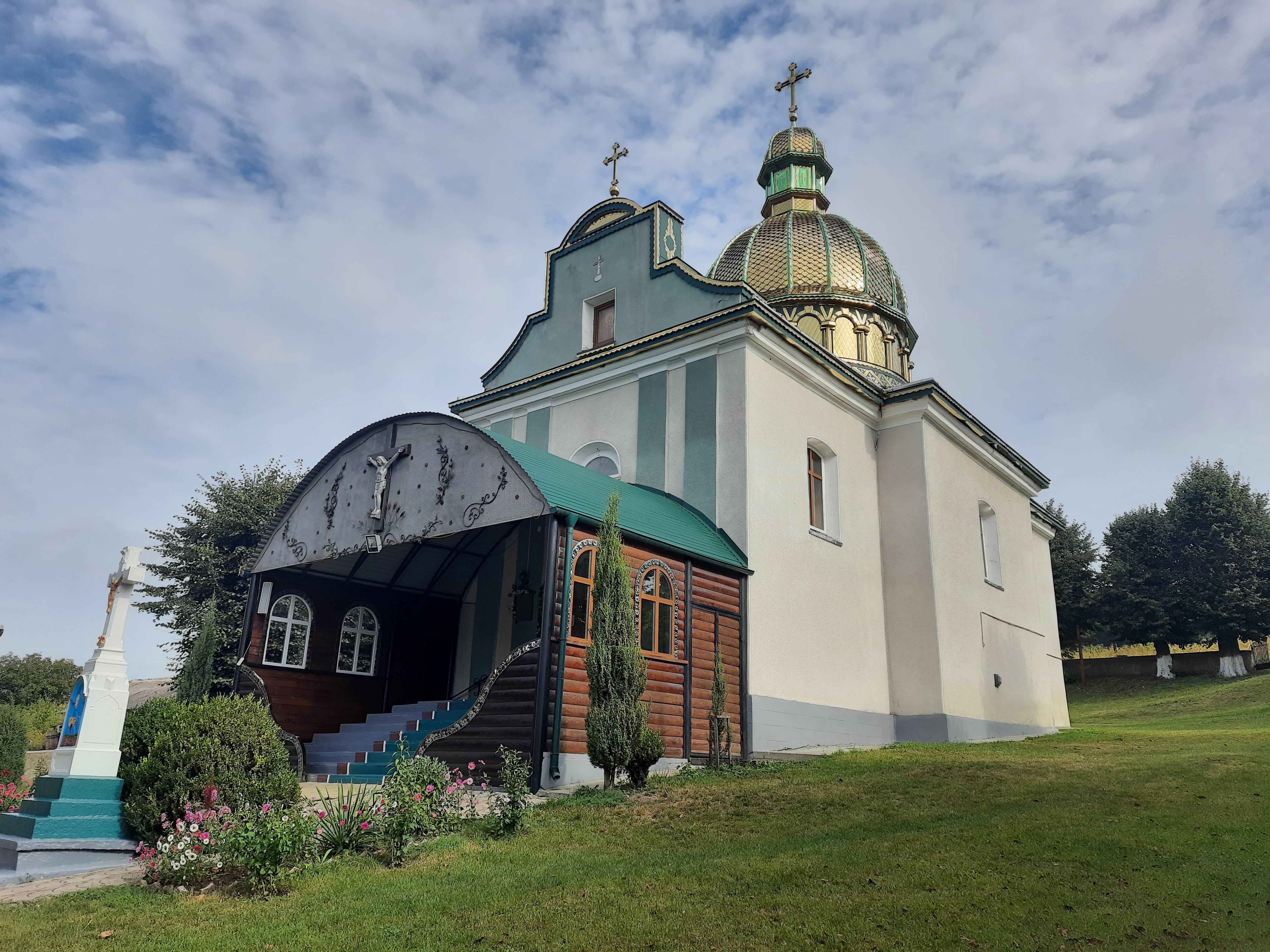
Церква Святої Великомучениці Параскеви П'ятниці
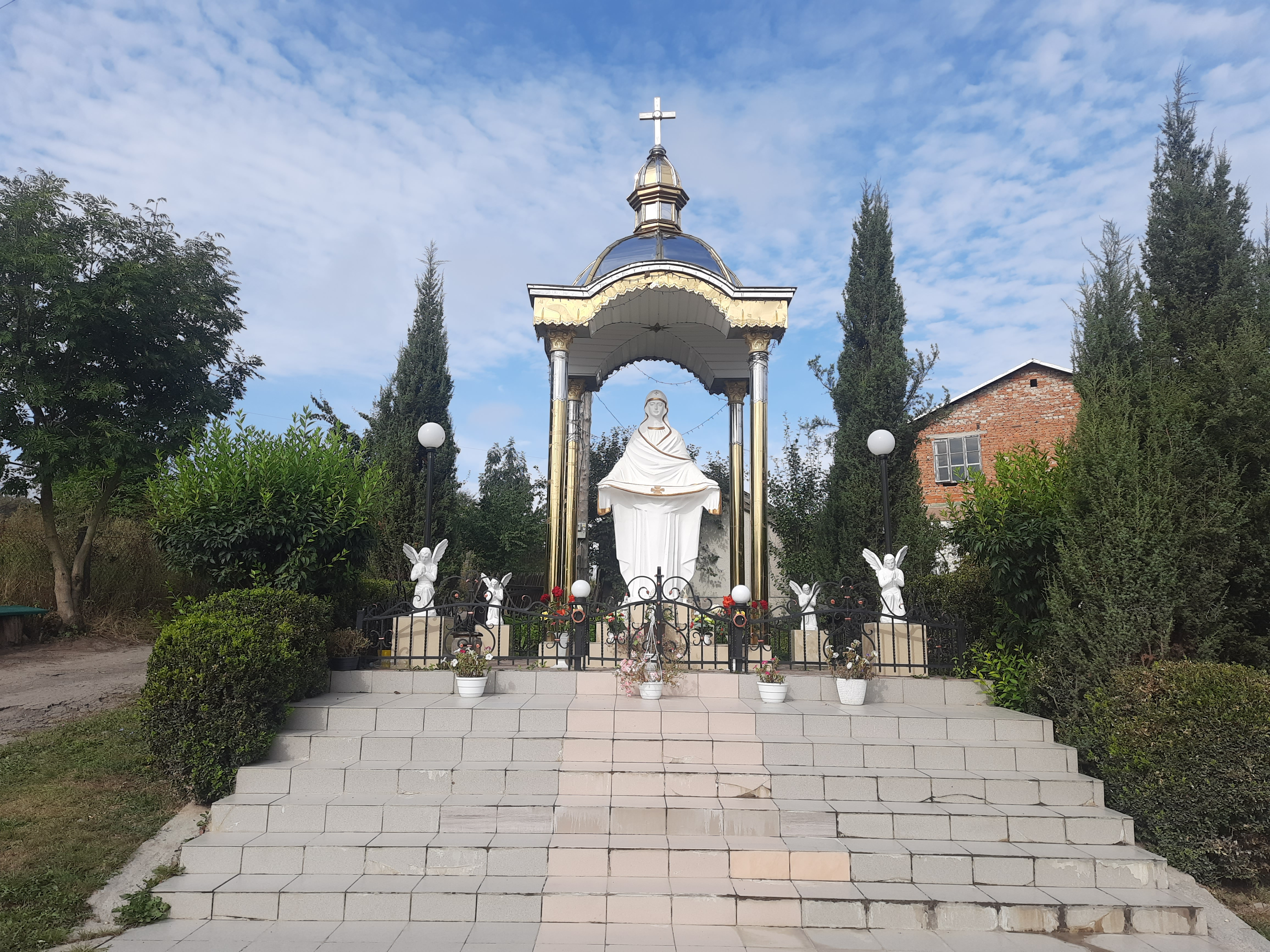
Статуя Божої Матері
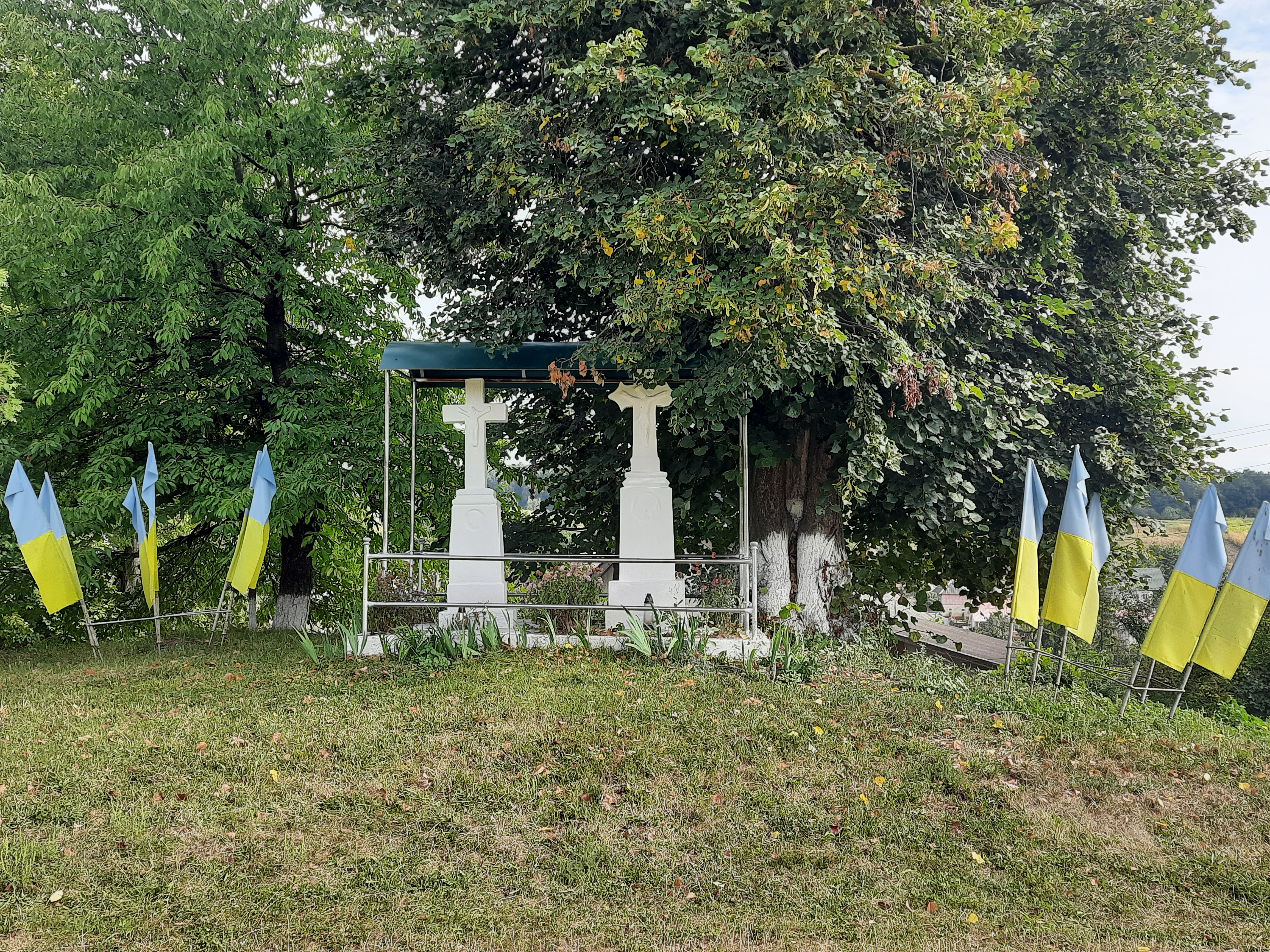
Пам'ятні хрести
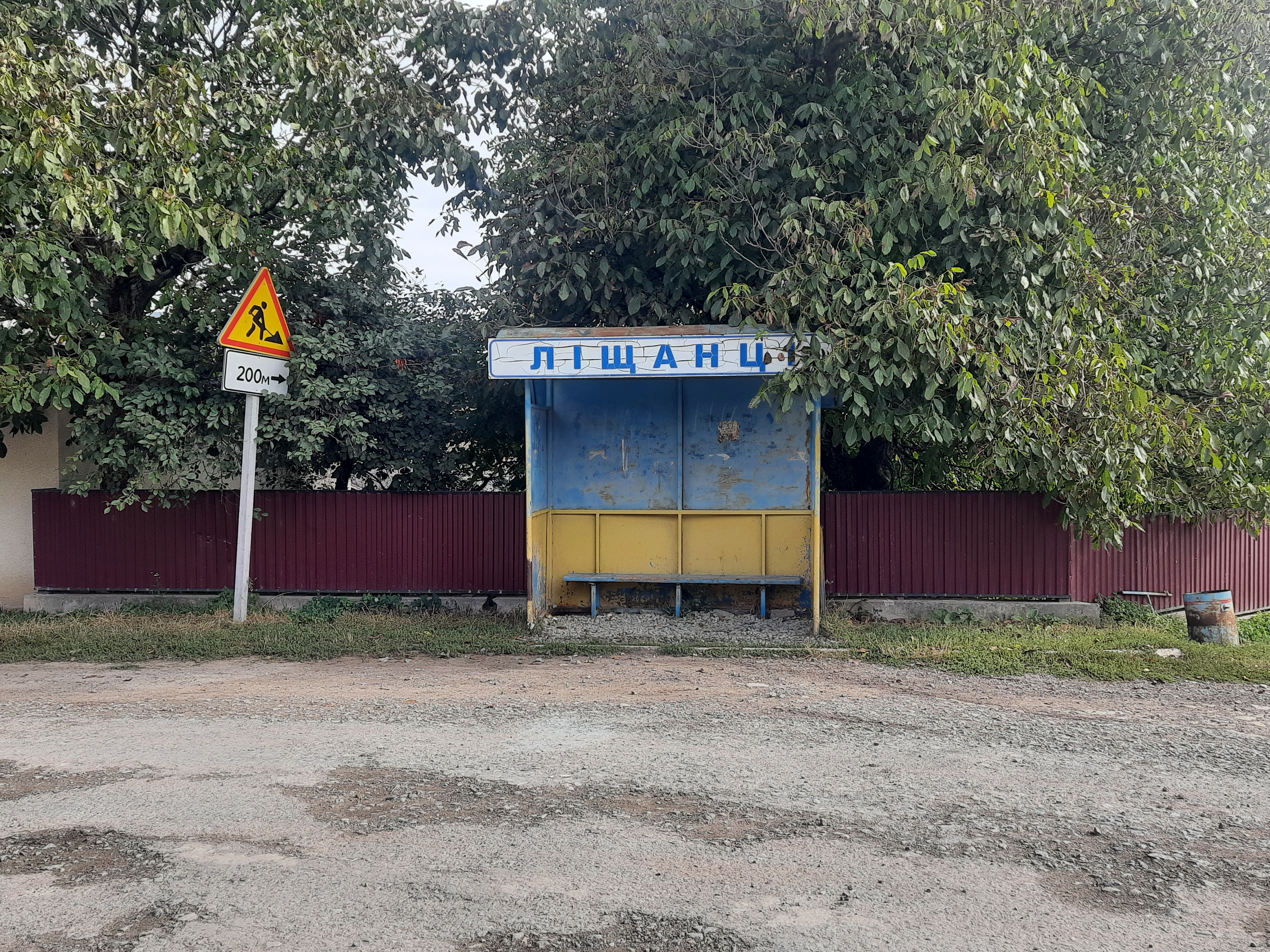
Автобусна зупинка